# Main Course
Main Course släpptes den 1 maj 1975 och var den brittisk-australiensiska popgruppen Bee Gees elfte album. Albumet markerade en förändring för Bee Gees. De arbetade med producenten Arif Mardin, och deras musik blev mer influerad av rhythm and blues. Main Course innehöll även debuten för Barry Gibbs falsett. Albumet låg på #14 i USA på Billboards albumlista. Tre singlar från albumet låg på Billboards singellista. "Fanny", #12, "Nights on Broadway", #7, och "Jive Talkin'", #1.

## Låtlista
Sida ett
1. Nights on Broadway - 4:32
2. Jive Talkin' - 3:43
3. Wind of Change - 4:54 (Barry Gibb/Robin Gibb)
4. Songbird - 3:35 (B. Gibb/R. Gibb/M. Gibb/Blue Weaver)
5. Fanny (Be Tender With My Love) - 4:02

Sida två
1. All This Making Love - 3:03 (B. Gibb/R. Gibb)
2. Country Lanes - 3:29 (B. Gibb/R. Gibb)
3. Come on Over - 3:26 (B. Gibb/R. Gibb)
4. Edge of the Universe - 5:21 (B. Gibb/R. Gibb)
5. Baby as You Turn Away - 4:23

Alla kompositioner av Barry, Robin och Maurice Gibb om inget annat angivits.